# Yuki Igari
Yuki Igari (猪狩 佑貴 Igari Yuki?), född 7 april 1988 i Kanagawa prefektur, är en japansk fotbollsspelare.
Igari började sin karriär 2007 i Shonan Bellmare. 2008 blev han utlånad till Sagawa Printing. Han gick tillbaka till Shonan Bellmare 2009. 2014 flyttade han till Fukushima United FC. Han avslutade karriären 2014.